# Pere Tena i Garriga
Pere Tena i Garriga (L'Hospitalet de Llobregat, 14 maggio 1928 – Barcellona, 10 febbraio 2014) è stato un vescovo cattolico spagnolo, liturgista e autore di numerose pubblicazioni.

## Biografia

### Formazione e ministero sacerdotale
La sua formazione filosofica e teologica iniziò nel Seminario Conciliare di Barcellona (1940-1959), per poi perfezionare i suoi studi a Roma presso la Pontificia Università Gregoriana (1950-1954) dove conseguì il dottorato in teologia con una tesi dal titolo: La palabra Ekklesia. Estudio histórico-teológico (Barcelona. 1958).
Il 29 luglio 1951 fu ordinato presbitero.
Dal 1956 al 1967 fu professore presso il Seminario Conciliare di Barcellona e nella Facoltà di Teologia della Catalogna. dal 1963 al 1973 per poi esservi rieletto nel quinquennio 1982-1987.
Fondò, nel 1963, il Centro di Pastorale Liturgica di Barcellona e ne fu il primo presidente. Dal 1961 al 1987 fu direttore della rivista Phase e autore di molti articoli a carattere liturgico-sacramentale della stessa.
Dal 1985 fu nominato direttore dell'Istituto Superiore di Liturgia di Barcellona, realtà accademica incorporata nella Facoltà teologica della Catalogna.
Il 29 luglio 1987 fu nominato sottosegretario della Congregazione per il culto divino e la disciplina dei sacramenti da Giovanni Paolo II.

### Ministero episcopale
Il 9 giugno 1993 fu nominato vescovo titolare di Cerenza e ausiliare dell'arcidiocesi di Barcellona. Ricevette la consacrazione episcopale il 5 settembre dello stesso dal cardinale Ricardo María Carles Gordó, arcivescovo di Barcellona, co-consacranti i cardinali Narciso Jubany Arnau e Antonio María Javierre Ortas.
L'incarico presso la Congregazione che si occupa di liturgia lo portò ad essere collaboratore del papa nella stesura delle seconde edizioni di alcuni rituali, tra cui l'Ordo celebrandi Matrimonium (1989) e l'Ordo Exequiarum.
Come vescovo, negli anni 1996-2002, nella Conferenza episcopale spagnola, fu presidente della Commissione episcopale per Liturgia e membro della Commissione episcopale per le relazioni interconfessionali (1993-1996).
Le sue pubblicazioni contano ben 277 titoli.
Dal 15 giugno 2004 vescovo emerito, viveva presso la Residència Sacerdotal Sant Josep Oriol dell'arcidiocesi di Barcellona.
Morì il 10 febbraio 2014 a Barcellona in ospedale in seguito alle complicazioni di un intervento chirurgico.

## Genealogia episcopale
La genealogia episcopale è:
- Cardinale Scipione Rebiba
- Cardinale Giulio Antonio Santori
- Cardinale Girolamo Bernerio, O.P.
- Arcivescovo Galeazzo Sanvitale
- Cardinale Ludovico Ludovisi
- Cardinale Luigi Caetani
- Cardinale Ulderico Carpegna
- Cardinale Paluzzo Paluzzi Altieri degli Albertoni
- Papa Benedetto XIII
- Papa Benedetto XIV
- Papa Clemente XIII
- Cardinale Marcantonio Colonna
- Cardinale Giacinto Sigismondo Gerdil, B.
- Cardinale Giulio Maria della Somaglia
- Cardinale Carlo Odescalchi, S.I.
- Cardinale Costantino Patrizi Naro
- Cardinale Lucido Maria Parocchi
- Papa Pio X
- Cardinale Gaetano De Lai
- Cardinale Raffaele Carlo Rossi, O.C.D.
- Cardinale Amleto Giovanni Cicognani
- Cardinale Luigi Dadaglio
- Cardinale Ricardo María Carles Gordó
- Vescovo Pere Tena i Garriga

## Riconoscimenti
Nel 2011 ricevette il dottorato honoris causa presso il Pontificio Istituto Liturgico dell'Ateneo Sant'Anselmo a Roma.

### Memorial Pere Tena
Dal 2015 è stato istituito il Memorial Pere Tena di pastorale liturgica.
Fino ad ora è stato conferito a:
- all'Abbazia di Montserrat (2015),
- al vescovo Julián López e a Joan Maria Canals (2016),
- all'arcivescovo di Puebla, Víctor Sánchez (2017)
- alla parrocchia Santa Eulalia di Vilapicina (2018)
- all'arcivescovo Piero Marini (2019)
- al professor Juan Javier Flores Arcas (2020)[5]